# 厚叶冷水花
厚叶冷水花（学名：Pilea sinocrassifolia）是荨麻科冷水花属的植物，为中国的特有植物。分布于中国大陆的湖南、广东、贵州等地，见于山坡水边阴处石上，目前尚未由人工引种栽培。

## 异名
- Pilea crassifolia Hance